# متحف عشيرة سدير للتراث
متحف عشيرة سدير للتراث أحد متاحف مدينة الرياض , أسسه عبد الله حمد المسلم، يقع المتحف في حي لبن بمبنى مساحته 1200 متر مربع خصصه المالك ليكون متحفًا.

## مكونات المتحف
يتكون من قاعتين رئيسه وثالثة للعرض بالفنـاء المسقوف وخيمة تراثية:
- القاعة الأولى: تحوي الأجهزة الصوتية القديمـة وأدوات القهوة والضيافـة العربية وجصـة مميزة لحفظ التمـر وأدوات الإضـاءة وأدوات الزينـة والمـلابس النسائيـة وركن للأسلحة خاصـة البنادق القديمة .
- القاعة الثانية: تحوي مجموعة كبيرة من الأبواب الخشبية القديمة والجلديات الخاصة بالحل والترحال والمكاييل والمحنطات والموازين وطواحين القهوة وصواني تقديم الطعام الكبيرة .
- الفناء: عرض به العديد من القطع الحجرية الرائعة خاصة الرحي والمجارش بأشكالها والعديد من أحواض الماء (القرو) النقاير والمناحيز، أما الجانب المسقوف من الفناء فقد عـرض به الأدوات الزراعيـة والمشغولات الخوصيـة وأدوات السقيا وقدور الطهي النحاسية بالإضافة إلى مجموعة من السيارات القديمة.[1]